# Sparkassen Cup (atletismo)

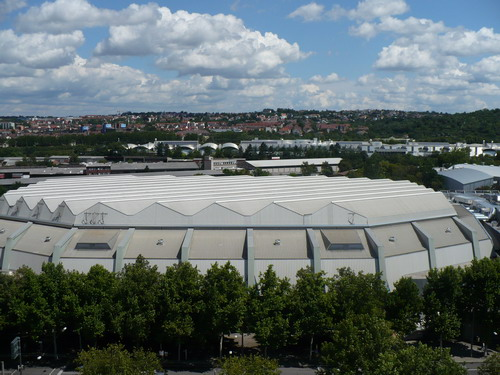
Hanns-Martin-Schleyer-Halle vista oeste

O Sparkassen Cup é um meeting de atletismo indoor que se desenrola todos os anos em Estugarda, Alemanha, desde 1987. Faz parte atualmente da IAAF Indoor Permit Meetings e é sediado no Hanns-Martin-Schleyer-Halle, em regra acontece sempre no começo de fevereiro.